# Нійоле Садунайте
Нійоле Садунайте (лит. Nijolė Sadūnaitė; 22 липня 1938, Дотнува — 31 березня 2024, Вільнюс) — підпільна литовська католицька черниця радянського періоду, яка співпрацювала з Літописом Католицької церкви в Литві. У 1975 році їй загрожувало три роки ув'язнення за її діяльність. Вона провела час в ув'язненні в Мордавії, а потім в Богучанах. Вона зіткнулася з тортурами. Про свій досвід вона написала книгу «Сяйво в ГУЛАГу» (1987). Перша жінка, що отримала «Литовську премію свободи».

## Біографія
Нійоле Садунайте народилась 22 липня 1938 в місті Каунас Литовської Республіки.
У 1955 році закінчила Анікщяйську середню школу імені Йонаса Білюнаса. У 1956 році стала членкинею Згромадження Служебниць Непорочного зачаття Діви Марії. Не бажаючи відмовлятися від релігійної практики, працювала секретаркою, друкаркою, робітницею на фабриці, штампувальницею в обчислювальному центрі.
Була заарештована в 1974 році та засуджена в 1975 році за відтворення і розповсюдження Літопису Католицької церкви в Литві. У 1980 році, повернувшись до Литви, вона знову долучилася до видання Літопису: збирала новини, передавала їх редактору, редагувала, перевозила до Москви, звідки вони потрапляли на захід. Через переслідування КДБ черниця постійно переховувалася, її кілька разів заарештовували й допитували.
23 серпня 1987 року разом з Антанасом Терлецьким, Вітаутасом Богушисом і Петрасом Цідзікасом вона організувала мітинг біля пам'ятника Адаму Міцкевичу на честь пам'яті про підписання пакту Ріббентропа-Молотова. Мітинг ознаменувався публічним виконанням національного гімну Литви.
З 1988 року — членкиня Литовської Гельсінської групи. Опублікувала книги про методи КДБ та боротьбу за права вірян у Литві.

## Нагороди
- У 2018 році Садунайте отримала «Литовську премію свободи».[10] Вона стала першою жінкою в історії, яка отримала цю нагороду.